# Ingrid Sommerkorn-Abrahams
Ingrid N. Sommerkorn-Abrahams (* 3. Mai 1936 in Berlin) ist eine deutsche Soziologin.
Sommerkorn studierte Soziologie am Frankfurter Institut für Sozialforschung und an der London School of Economics und wurde an der University of London zum Ph. D. promoviert. Sie war Wissenschaftliche Assistentin am Max-Planck-Institut für Bildungsforschung in Berlin, Research Associate am Massachusetts Institute of Technology (M.I.T.), Professorin für Bildungssoziologie an der Universität Bremen und schließlich ordentliche Professorin der Universität Hamburg am Interdisziplinären Zentrum für Hochschuldidaktik (IZHD) und am Institut für Soziologie. Sie ist emeritiert.